# Шоколадні дрібки
Шоколадні дрібки — невеликі шматочки солодкого шоколаду, які використовуються як інгредієнт у ряді десертів (зокрема, у печиві з шоколадними дрібками та мафінах), трейл-міксах і рідше в сніданках, таких як млинці. Їх часто виготовляють у формі краплі з пласкою круглою основою, або прямокутних чи квадратних блоків. Вони доступні у різних розмірах, як правило, менше сантиметру в діаметрі.   

## Види
Спочатку шоколадні дрібки виготовлялися з напівсолодкого шоколаду, але сьогодні існує безліч видів. До них належать кислосолодкий, арахісова паста, ірис, м'ятний шоколад, білий шоколад, темний шоколад, молочний шоколад, а також поєднання білого та чорного шоколаду у закрученій формі. 

## Використання

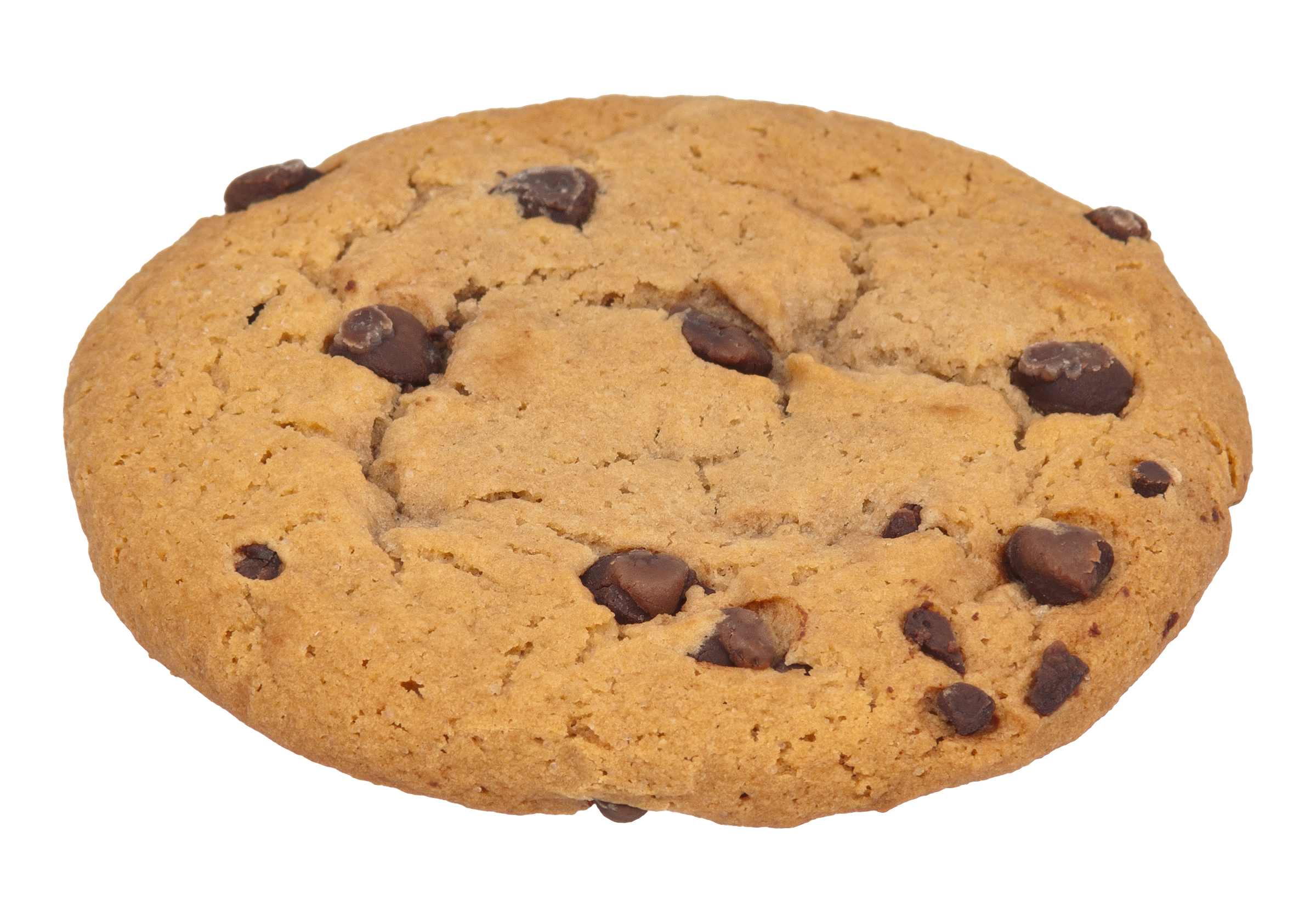
Шоколадні дрібки у печиві

Шоколадні дрібки можуть бути використані у печиві, панкейках, вафлях, тортах, пудингах, кексах, млинцях, пирогах, гарячому шоколаді та різній випічці. Їх також додають у багато фабричних виробів, таких як гранола, морозиво та трейл-мікс.

### Випічка і плавлення
Шоколадні дрібки також можна розтопити і використовувати у соусах та інших рецептах. Дрібки найкраще плавляться при температурі 40 – 45 °C. Процес плавлення починається з 32 °C, коли масло какао починає плавитися в дрібках. Температура приготування ніколи не повинна перевищувати 46 °C  для молочного та білого шоколаду, та 49 °C  для темного шоколаду, інакше шоколад підгорить.

## Доступність
Шоколадні дрібки популярні як інгредієнт для випічки в США. Походячи з США, печиво з шоколадними дрібками широко доступне у багатьох частинах світу. 